# Bosco Difesa Grande
Bosco Difesa Grande este o arie protejată (arie specială de conservare — SAC, sit de importanță comunitară — SCI) din Italia întinsă pe o suprafață de 5.268 ha, integral pe uscat.

## Localizare
Centrul sitului Bosco Difesa Grande este situat la coordonatele 40°44′47″N 16°24′49″E / 40.746389°N 16.413611°E.

## Înființare
Situl Bosco Difesa Grande a fost declarat sit de importanță comunitară în iunie 1995 pentru a proteja 1 specie de plante și 22 de specii de animale. Situl a fost protejat și ca arie specială de conservare în iulie 2015.

## Biodiversitate
Situată în ecoregiunea mediteraneană, aria protejată conține 7 habitate naturale: Pajiști uscate din regiunea submediteraneeană estică (Scorzoneratalia villosae), Păduri de stejar alb estice, Pseudostepă cu ierburi și specii anuale de Thero-Brachypodietea, Păduri panonice-balcanice de stejar turcesc - stejar sesil, Formațiuni de Juniperus communis pe lande sau pajiști calcaroase, Matorral arborescenți cu Juniperus spp., Iazuri temporare mediteraneene.
La baza desemnării sitului se află mai multe specii protejate:
- plante (1): Stipa austroitalica
- păsări (21): uliu păsărar (Accipiter nisus), ciocârlie-de-câmp (Alauda arvensis), fâsă-de-câmp (Anthus campestris), ciuf-de-pădure (Asio otus), buha (Bubo bubo), caprimulg (Caprimulgus europaeus), erete vânăt (Circus cyaneus), porumbel gulerat (Columba palumbus), dumbrăveancă (Coracias garrulus), ciocănitoare pestriță mare (Dendrocopos major), Emberiza melanocephala, muscar-gulerat (Ficedula albicollis), acvilă pitică (Hieraaetus pennatus), sfrânciocul cu frunte neagră (Lanius minor), ciocârlie de pădure (Lullula arborea), ciocârlie de bărăgan (Melanocorypha calandra), prigoare (Merops apiaster), gaia neagră (Milvus migrans), gaia roșie (Milvus milvus), viespar (Pernis apivorus), ciocănitoarea verde (Picus viridis)
- reptile (1): șarpele cu patru dungi (Elaphe quatuorlineata)

Pe lângă speciile protejate, pe teritoriul sitului au mai fost identificate 13 specii de plante, 1 specie de amfibieni, 1 specie de mamifere, 4 specii de reptile.